# 曹孟君

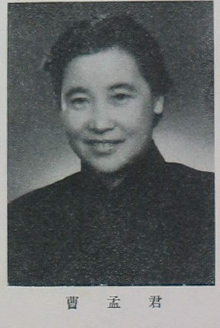
曹孟君近照

曹孟君（1903年—1967年），女，湖南长沙人，中华民国、中華人民共和國政治人物。

## 生平
早年求學于北京大學，后擔任《妇女之友》杂志編輯，之後參加中华妇女救国救护队并擔任隊長，率隊支援淞滬戰役。1935年，參加南京婦女救國會等職位。抗日戰爭期間，發起組織中國戰時兒童保育會，任常务理事。后任重慶歌樂山保育院院長、中國民主革命同盟秘書長等職位。1949年，出席中国人民政治协商会议第一届全体会议。中華人民共和國成立后，擔任全國婦聯第一、二屆常委等職位 。